# Mantius armipotens
Mantius armipotens är en spindelart som beskrevs av George William Peckham och Elizabeth Maria Gifford Peckham 1907. Mantius armipotens ingår i släktet Mantius och familjen hoppspindlar. Inga underarter finns listade i Catalogue of Life.